# Anatomie pádu
Anatomie pádu (ve francouzském originále Anatomie d'une chute) je francouzský thriller z roku 2023 režisérky Justine Triet, která k němu také napsala scénář s Arthur Harari. Hlavní roli ve filmu ztvárnila Sandra Hüller jako spisovatelka, která se snaží dokázat svou nevinu v případu smrti svého manžela.
Film měl premiéru na filmovém festivalu v Cannes dne 21. května 2023, kde získal Zlatou palmu. Film byl do kin ve Francii uveden dne 23. srpna 2023 a sklidil uznání kritiky, kteří vyzdvihovali za režii, scénář a výkon Hüller. Film získal 11 nominací na cenu César.
Anatomie pádu zaznamenala významný mezinárodní úspěch, když získala dva Zlaté glóby, za nejlepší scénář a nejlepší cizojazyčný film. Film také získal sedm nominací na cenu BAFTA, včetně nominací na nejlepší film a nejlepší režii, a pět nominací na Oscara za nejlepší film, nejlepší režii, nejlepší herečku, nejlepší původní scénář a nejlepší střih.

## Obsazení
| Sandra Hüller       | Sandra Voyter   |
| Swann Arlaud        | Vincent Renzi   |
| Milo Machado Graner | Daniel Maleski  |
| Antoine Reinartz    | státní zástupce |
| Samuel Theis        | Samuel Maleski  |
| Jehnny Beth         | Marge Berger    |
| Saadia Bentaieb     | Nour            |
| Camille Rutherford  | Zoé Solidor     |
| Anne Rotger         | prezidentka     |
| Sophie Fillières    | Monica          |